# Eddy Pieters Graafland
Eddy Pieters Graafland, de son nom complet Eduard Laurens Pieters Graafland, est un footballeur néerlandais né le 5 janvier 1934 à Amsterdam et mort le 28 avril 2020 à Barendrecht. Il évoluait au poste de gardien de but.
Il est considéré comme étant l'un des meilleurs gardiens de buts de l'histoire du football néerlandais.

## Biographie

### En club
Formé à l'Ajax Amsterdam, il intègre l'équipe première du club en 1952 mais ne joue que peu de matchs,.
Lors de sa première saison en tant que titulaire en 1956-1957, l'Ajax remporte le titre de Champion des Pays-Bas,.
En 1958, il rejoint le club rival du Feyenoord Rotterdam,, c'est le premier joueur à rejoindre Feyenoord depuis l'Ajax.
Eddy Pieters Graafland est sacré Champion des Pays-Bas à cinq reprises : en 1957, 1961, 1962, 1965 et 1969. Il réalise même le doublé Coupe/Championnat en 1965 et 1969,.
Avec Feyenoord, il remporte également la Coupe des clubs champions en 1970. Il garde les cages lors de la finale conte le Celtic FC remportée 2-1,.
Il raccroche les crampons en 1970,.
Au total, il dispute 417 matchs en Eredivisie, 21 matchs en Coupe des clubs champions et 2 matchs en Coupe UEFA.

### En équipe nationale
International néerlandais, il reçoit 47 sélections en équipe des Pays-Bas entre 1957 et 1967,.
Il joue son premier match en équipe nationale le 28 avril 1957 contre la Belgique (match nul 1-1 à Amsterdam).
Pieters Graafland dispute des qualifications pour la Coupe du monde 1958, pour la Coupe du monde 1962, pour l'Euro 1964, pour la Coupe du monde 1966 et pour l'Euro 1968, mais sans jamais disputer la phase finale d'une grande compétition.
Son dernier match a lieu le 1er novembre 1967 contre la Yougoslavie (défaite 1-2 à Rotterdam).

## Palmarès

### En club
Ajax Amsterdam
| - Championnat des Pays-Bas (1) : - Champion : 1956-57. |

 Feyenoord Rotterdam
| - Coupe des clubs champions (1) : - Vainqueur : 1969-70. |  | - Championnat des Pays-Bas (5) : - Champion : 1956-57, 1960-61, 1961-62, 1964-65 et 1968-69. - Coupe des Pays-Bas (2) : - Champion : 1964-65 et 1968-69. |

### Individuel
- Soulier d'or néerlandais en 1967